# Martin Nikodým
Martin Nikodým (* 9. března 1971) je slovenský herec a moderátor.
Studoval na Gymnáziu Ladislava Sáru v Bratislavě, na VŠMU v Bratislavě a na Divadelní fakultě AMU v Praze.

## Divadlo
- 1988/1989 : Bratislavské bábkové divadlo, Bratislava
- 1993: Bábkové divadlo na rázcestí (George Buchner, Leonce a Lena), Banská Bystrica
- 1994: Bratislavské bábkové divadlo (Gaetano Donizetti, Nápoj Lásky), Bratislava
- 2000: Divadlo West (Copy-To, Pozvánka do BSE), Bratislava
- 2003: Teatro Gedur (Neil Simon, Každý má svého Leona), Bratislava
- 2006: Nová scéna (M. Stewart / J. Herman, Hello Dolly), Bratislava

## Filmografie
- 2021: Oteckovia (včelař)